# Franzobel
Franzobel (születési neve: Franz Stefan Griebl), (Vöcklabruck, Ausztria, 1967. március 1. –) osztrák író, költő, drámaíró.

## Életrajz
Franzobel egy vegyipari munkás fiaként született. 1986 és 1994 között Bécsben germanisztikát és történelmet tanult az egyetemen. Emellett statisztaként dolgozott az Burgtheaterben. 1989 óta szabadfoglalkozású író. 1992-ig festőként is tevékenykedett. Bécsben, Pichlwangban és Buenos Airesben lakik.
Egy 2004-ben adott interjúban beszélt arról, hogy számos legenda kering művésznevével kapcsolatban. Az egyik szerint a név egy televízióközvetítésre vezethető vissza, amelynek során a Franciaország és Belgium közötti labdarúgómeccset nézte. Ennek során feltűnt neki a képernyőn a kiírás: "FRAN 2:0 BEL", amit úgy olvasott, hogy "Franzobel"
Egy másik, 2007-ben adott interjúban azt nyilatkozta, hogy a név édesapjának keresztnevéből (Franz) és édesanyjának leánykori nevéből (Zobl) tevődik össze.

## Művei
Számos színdarab, prózaszöveg és vers szerzője, amelyekre jellemző a kísérletezés, de gyermekkönyveket is írt. Kísérletező módszerét jellemzi, hogy dolgozik például gépi fordításokkal is. Nagy regényeire ellenben a fantasztikus realizmus, a nyelvi játék és a bécsi népi színdarab vonásainak keveredése jellemző. Franzobel világa számos utalást tartalmaz a kortörténetre és átszövi a humor. Munkásságát nagy mértékben befolyásolták a dadaisták, a Wiener Gruppe és Heimito von Doderer.

### Könyvek
- Thesaurus. Ein Gleiches. Gedichte. Eigenverlag, 1992
- Das öffentliche Ärgernis. Prosa. Klagenfurt: edition selene, 1993
- Überin. Die Gosche. Prosa. Illustrationen: Franzobel. Klagenfurt: edition selene, 1993
- Masche und Scham. Die Germanistenfalle – Eine Durchführung & Das öffentliche Ärgernis. Proklitikon. Klagenfurt: Edition Selene, 1993
- Die Musenpresse. Aus einem Roman von Margarete Lanner. Mit mehreren Bildnachweisen. Klagenfurt: Ritter, 1994
- Elle und Speiche. Modelle der Liebe. Gedichte und Prosa. Wien: Das Fröhliche Wohnzimmer, 1994
- Ranken. Prosa. Klagenfurt: edition selene, 1994
- Hundshirn. Prosa. Illustrationen: Franzobel. Linz: Blattwerk, 1995
- Die Krautflut. Erzählung. Frankfurt/M.: Suhrkamp, 1995
- Schinkensünden. Ein Katalog. Klagenfurt: Ritter, 1996
- Unter Binsen. Graz: edition gegensätze, 1996
- Linz. Eine Obsession. München, Berlin: Janus Press, 1996
- Der Trottelkongreß. Commedia dell'pape. Ein minimalistischer Heimatroman. Klagenfurt, Wien: Ritter, 1998
- Böselkraut und Ferdinand. Ein Bestseller von Karol Alois. Wien: Zsolnay, 1998
- Das öffentliche Ärgernis. Proklitikon. & Masche und Scham. Die Germanistenfalle – eine Durchführung. Wien: Edition Selene, 1998
- Met ana oanders schwoarzn Tintn. Dulli-Dialektgedichte. Weitra: Bibliothek der Provinz, 1999
- Scala Santa oder Josefine Wurznbachers Höhepunkt. Roman. Wien: Zsolnay, 2000
- Best of. Die Highlights. o. O: Edition Aramo, 2001
- Shooting Star. Klagenfurt: Ritter, 2001
- Mayerling. Die österreichische Tragödie. Stück, Materialien, Collagen. Wien: Passagen Verlag, 2002
- Lusthaus oder Die Schule der Gemeinheit. Roman. Wien: Zsolnay, 2002
- Mundial. Gebete an den Fußballgott. Graz, Wien: Droschl, 2002
- Scala Santa oder Josefine Wurzenbachers Höhepunkt. Piper, 2002
- Austrian Psycho oder Der Rabiat Hödlmoser. Ein Trashroman in memoriam Franz Fuchs. Bibliothek der Provinz, 2002
- Mozarts Vision. Stück, Materialien, Collagen. Wien: Passagen Verlag, 2003
- Luna Park. Vergnügungsgedichte. Wien: Zsolnay, 2003
- Wir wollen den Messias jetzt oder Die beschleunigte Familie. Wien: Passagen Verlag, 2005
- Der Narrenturm. Wien: Passagen Verlag, 2005
- Das Fest der Steine oder Die Wunderkammer der Exzentrik. Wien: Zsolnay, 2005
- Der Schwalbenkönig oder Die kleine Kunst der Fußball-Exerzitien. Klagenfurt, Wien: Ritter Verlag, 2006
- Liebesgeschichte. Roman. Wien: Zsolnay, 2007
- Franzobels großer Fußballtest. Wien: Picus, 2008
- Lady Di oder Die Königin der Herzen. Eine Farce vom Begehren. Wien: Passagen Verlag, 2008
- Österreich ist schön – Ein Märchen. Wien: Zsolnay Verlag, 2009
- Filz oder ein Wirtschafts-Flip-Fop-Schmierfilm mit Blutsauger-Blues und Lucky-Strike-Fondue aus dem Land der Bawagbabas, auch EXIT III genannt (társszerzők: Franz Novotny és Gustav Ernst). Klagenfurt: Ritter, 2009
- Was die Männer so treiben, wenn die Frauen im Badezimmer sind. Wien: Zsolnay, 2012

### Színdarabok
- 1996 Das Beuschelgeflecht
- 1997 Kafka. Eine Komödie
- 1998 Paradies
- 1998 Nathans Dackel oder Die Geradebiegung der Ring-Parabel. Eine Lessingvollstreckung
- 1998 Bibapoh
- 1998 Der Ficus spricht. Minidrama für A, B, einen Volkssänger, ein Blumenmädchen und einen Gummibaum
- 1999 Phettberg. Eine Hermes-Tragödie
- 1999 Volksoper
- 2000 Olympia. Eine Kärntner Zauberposse samt Striptease
- 2001 Mayerling
- 2003 Black Jack
- 2003 Mozarts Vision
- 2004 Flugangst
- 2005 Hunt oder der totale Februar
- 2005 Wir wollen den Messias jetzt oder die beschleunigte Familie
- 2006 Hirschen
- 2007 Z!pf oder die dunkle Seite des Mondes
- 2008 Der Impressario von Schmierna
- 2009 Prinzessin Eisenherz
- 2009 Big Bang Löbinger
- 2010 Bordellballade
- 2010 Moser oder die Passion des Wochenend-Wohnzimmergottes
- 2011 Der Boxer oder die Zweite Luft des Hans Orsolics